# Angela James Bowl

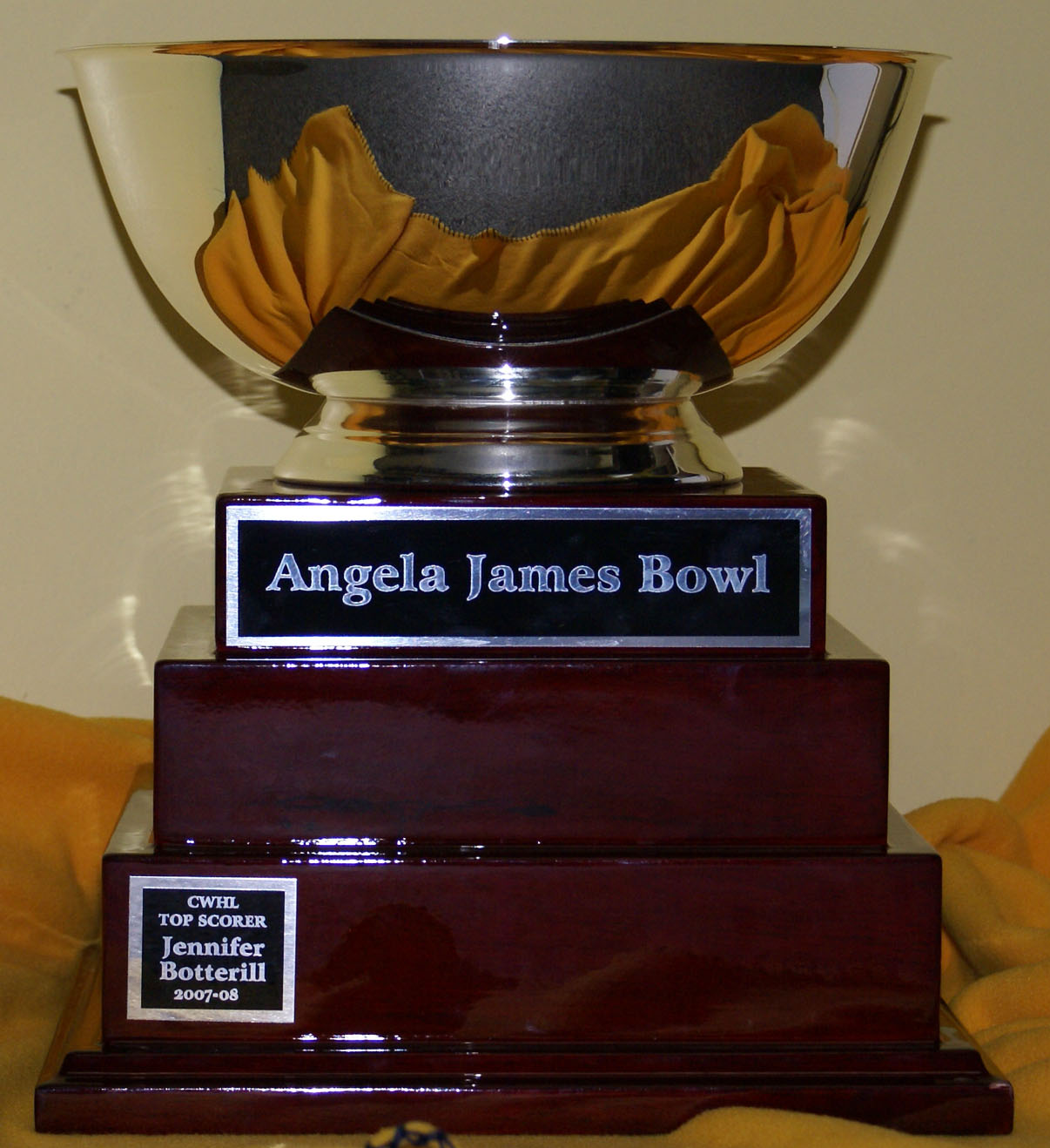
Der Angela James Bowl vor der ersten Vergabe im März 2008

Der Angela James Bowl war eine sportliche Auszeichnung der Canadian Women’s Hockey League, die zur Saison 2007/08 eingeführt wurde und jährlich an die Topscorerin der Liga vergeben wurde. Die Auszeichnung wurde nach Angela James (* 1964) benannt, die über viele Jahre in der Central Ontario Women’s Hockey League und National Women’s Hockey League aktiv war und als Pionierin des Fraueneishockeys in Kanada gilt. Am 22. März 2008 überreichte Angela James im Rahmen des CHWL-Finalspiels die Auszeichnung erstmals an Jennifer Botterill.

## Gewinner
Jennifer Botterill war die Topscorerin der ersten Saison der CWHL und erhielt damit als erste Spielerin die Auszeichnung. Jayna Hefford gewann die Trophäe in der folgenden Spielzeit mit 69 Scorerpunkten.
2012 gewann Meghan Agosta als erste Rookie-Spielerin die Auszeichnung mit 80 Scorerpunkten. 2013 wiederholte Agosta diesen Erfolg und war damit die erste Frau, die die Auszeichnung zweimal erhielt.
In der Saison 2016/17 erzielten erstmals zwei Spielerinnen die gleiche Anzahl an Punkten: Jess Jones von den Brampton Thunder und Marie-Philip Poulin von Les Canadiennes de Montréal. Daher erhielten beide Spielerinnen die Trophäe.
| Saison  | Gewinner            | Team                        | Spiele | Punkte | Pkt/Sp | Anzahl |
| ------- | ------------------- | --------------------------- | ------ | ------ | ------ | ------ |
| 2007/08 | Jennifer Botterill  | Mississauga Chiefs          | 26     | 61     | 2,35   | 1      |
| 2008/09 | Jayna Hefford       | Brampton Canadette-Thunder  | 28     | 69     | 2,46   | 1      |
| 2009/10 | Sabrina Harbec      | Stars de Montréal           | 29     | 55     | 1,90   | 1      |
| 2010/11 | Caroline Ouellette  | Stars de Montréal           | 26     | 68     | 2,62   | 1      |
| 2011/12 | Meghan Agosta       | Stars de Montréal           | 27     | 80     | 2,96   | 1      |
| 2012/13 | Meghan Agosta       | Stars de Montréal           | 23     | 46     | 2,00   | 2      |
| 2013/14 | Ann-Sophie Bettez   | Stars de Montréal           | 23     | 40     | 1,74   | 1      |
| 2014/15 | Rebecca Johnston    | Calgary Inferno             | 24     | 37     | 1,54   | 1      |
| 2015/16 | Marie-Philip Poulin | Les Canadiennes de Montréal | 22     | 46     | 2,09   | 1      |
| 2016/17 | Jess Jones          | Brampton Thunder            | 24     | 37     | 1,54   | 1      |
| 2016/17 | Marie-Philip Poulin | Les Canadiennes de Montréal | 23     | 37     | 1,61   | 2      |
| 2017/18 | Kelli Stack         | Kunlun Red Star             | 28     | 48     | 1,71   | 1      |
| 2018/19 | Marie-Philip Poulin | Les Canadiennes de Montréal | 26     | 50     | 1,92   | 3      |